# Aeroporto di Smolensk-Južnyj
L'aeroporto di Smolensk-Južnyj (in russo аэродром Смоленск-Южный?), anche noto come aeroporto di Smolensk sud,  si trova nell'Oblast' di Smolensk, in Russia, 4 km a sud della città di Smolensk. Non è più in uso dal 2009 e allo stato attuale la struttura appare abbandonata, con la pista erosa dagli agenti atmosferici e alcuni aerei in disuso nelle piazzole di parcheggio. Sono ancora esistenti, inoltre, alcune strutture dell'associazione paramilitare sovietica DOSAAF.